# Кац, Омри
Омри Кац (англ. Omri Katz, род. 30 мая 1976) — американский актёр.

## Биография
Омри Кац наиболее известен по роли Джона Росса Юинга III, сына Сью Эллен Юинг (Линда Грей) и Джей Ара (Ларри Хэгмэн) в длительном телесериале «Даллас», где он снимался с 1983 по 1991 год, а в 1996 году повторил свою роль в телефильме-продолжении «Даллас: Джей Ар возвращается».
После «Далласа», Кац сыграл главную роль в телесериале «Мистический городок Эйри в Индиане», который был закрыт после одного сезона, а также снялся в фильмах «Приключения в Городе Динозавров», «Дневной сеанс» и «Фокус-покус». 
За свою работу на телевидении и в кино он пять раз номинировался на премию «Молодой актёр», а также получил награду «Дайджеста мыльных опер» за роль в «Далласе». Он ушел с экранов в начале двухтысячных и переехал с семьей в Израиль.

## Фильмография
| Год       |   | Русское название                   | Оригинальное название       | Роль               |
| --------- | - | ---------------------------------- | --------------------------- | ------------------ |
| 1983—1991 | с | Даллас                             | Dallas                      | Джон Росс Юинг III |
| 1991—1992 | с | Мистический городок Эйри в Индиане | Eerie, Indiana              | Маршалл Теллер     |
| 1992      | ф | Приключения в Городе Динозавров    | Adventures in Dinosaur City | Тимми              |
| 1993      | ф | Дневной сеанс                      | Matinee                     | Стэн               |
| 1993      | ф | Фокус-покус                        | Hocus Pocus                 | Макс Дэниссон      |
| 1993—1995 | с | Шоу Джона Ларрокетта               | The John Larroquette Show   | Тони Хемингуэй     |
| 1996      | ф | Даллас: Джей Ар возвращается       | Dallas: J.R. Returns        | Джон Росс Юинг III |